# Druhá brada
Druhá brada je druhé album skupiny Sto zvířat z roku 1996.

## Seznam skladeb
1. Každej to má jiný
2. Zloděj
3. Dveře
4. Dap géo
5. Autobus
6. Způsoby
7. Máma
8. Obrazárna
9. Brejle
10. Mouchy
11. Sběratel
12. Tak teda dobře
13. Na pouti
14. Alžír
15. Sněhulák
16. Vyhazovač
17. Bells